# 江口祐介
江口 祐介（えぐち ゆうすけ、1986年1月27日 - ）は、日本のソングライター、編曲家、サウンドデザイナー。東京都国立市出身。

## 来歴
東京スクールオブミュージック専門学校渋谷在学時より、音楽出版社に所属、コンペティションの参加などの作曲家活動を始める。卒業後、ソニー・ミュージック主催のクリエイターオーディションに合格、育成作家として1年間参加する。以後、フリーランスのソングライター、編曲家としてアニメソング、J-POP、ゲームミュージック、劇伴、プロジェクションマッピングサウンドなどを手掛ける。

## 歌唱曲
- 足須沙穂都(CV：早見沙織)
  - 「アンバランス⇔アシスタンス」（作曲）
  - アニメ「マンガ家さんとアシスタントさんと」BD/DVD第一巻特典CD
- トリプルブッキング（日笠陽子/佐藤聡美/矢作紗友里）
  - 「青春爆走☆LOVE TRAIN」（作曲）
  - アニメ「生徒会役員共＊」挿入歌、「花咲く☆最強レジェンドDays」c/w
- 工藤真由
  - 「誓う事-Summer Side After-」（作詞作曲編曲/制作進行）
- 南條愛乃
  - 「seed of grace」（作詞作曲編曲/ディレクション）
  - MMORPG「碧空のグレイス（日本）」「超魔導大戰Online（台湾）」主題歌

## ゲーム
- バンダイナムコエンターテインメント
  - 「銀魂乱舞」（PlayStation 4／PlayStation Vita）
  - 作品内BGM他数曲を作編曲
- ガンホー・オンライン・エンターテイメント
  - 「ラグナロクオンライン」（MMORPG）
  - 17thアニバーサリーパッケージ　楽曲リミックス
  - ラグナロクオンライン サマーパッケージ2020　楽曲リミックス／サウンドディレクター
- あにまるハーブ
  - 「ウチのペット事情」（Steam）
  - 音楽[1]

## アニメ
- たなかまさあき
  - 「明日につながる物語」劇伴、MA

## プロジェクションマッピング
- フジテレビ特番「バンクルワセ」・「プロジェクションマッピング対決」小籔さんチーム効果音制作、MA
- 円融寺「除夜の鐘プロジェクションマッピング奉納」コンテンツ楽曲作編曲、効果音制作、MA
- 北陸新幹線開業記念事業　「TOYAMA 3D PROJECTION MAPPING」作編曲、効果音作成、MA
- 富山県山王祭「富山競輪マッピング in とやま山王市」作編曲、効果音作成、MA